# Хомма, Сион
Сион Хомма (яп. 本間 至恩; род. 9 августа 2000, Мураками, Ниигата) — японский футболист, полузащитник клуба «Урава Ред Даймондс».

## Карьера

### «Альбирекс Ниигата»
Футбольную карьеру начинал в начальной школе «Каннохигаси». В 2014 году футболист перешёл в юношеское отделение до 15 лет футбольного клуба «Альбирекс Ниигата». В апреле 2017 года футболист был зарегистрирован в основной команде клуба, однако продолжал выступать в юношеском составе. Дебютировал за клуб 31 мая 2017 года в матче Кубка Джей-лиги против клуба «Виссел Кобе», выйдя на замену на 77 минуте, тем самым став самым молодым футболистом клуба, сыгравшим в официальном матче.
В марте 2018 года японский клуб объявил, что футболист ещё на сезон будет зарегистрирован в основной команде, оставаясь игроком юношеской команды. Первый матч в сезоне футболист сыграл 7 марта 2018 года рамках Кубка Джей-лиги против клуба «Вегалта Сэндай». В конце июля 2018 года футболист был полноценно переведён в основную команду клуба. Дебютный матч в чемпионате футболист сыграл 15 сентября 2018 года против клуба «Цвайген Канадзава», выйдя на замену на 80 минуте и отлившись дебютным победным голом.
Новый сезон футболист начал со скамейки запасных. Первый матч в сезоне футболист сыграл 28 апреля 2019 года против клуба «Мито Холлихок», выйдя на замену на 88 минуте. Первым забитым в сезоне голом футболист отличился 4 августа 2019 года в матче против клуба «Токусима Вортис». На протяжении всего сезона футболист был преимущественно игроком замены, однако затем со следующего сезона 2020 года футболист быстро смог закрепиться в стартовом составе. Всего за клуб футболист отличился 22 забитыми голами и 22 результативными передачами.

### «Брюгге»
В июле 2022 года футболист перешёл в бельгийский клуб «Брюгге», где сразу же отправился выступать за вторую команду клуба «Клуб НКСТ». Дебютировал за клуб 13 августа 2022 года в матче против клуба СЛ 16, выйдя на замену на 63 минуте. Первым результативным действием за клуб футболист отличился 3 сентября 2022 года в матче против клуба «Беерсхот», отдав голевую передачу. Дебютный гол за клуб забил 30 сентября 2022 года в матче против клуба «Виртон». Футболист быстро закрепился в основной команде клуба, отличившись за сезон 4 забитыми голами и 4 результативными передачами. Затем в конце мая 2023 года футболист присоединился к основной команде бельгийского клуба. Дебютный матч в бельгийском чемпионате сыграл 28 мая 2023 года против «Генка», выйдя на замену на 89 минуте. В следующем заключительном матче сезона 4 июня 2023 года против «Юниона» футболист вышел на поле на 88 минуте и успел отличиться дебютным забитым голом и результативной передачей.
В начале нового сезона футболист в составе основной команды отправился на квалификационные матчи Лиги конференций УЕФА. Первые квалификационные матчи футболист провёл на скамейке запасных, позже вернувшись в распоряжение второй команды. Первый матч в сезоне футболист сыграл 12 августа 2023 года против «Льерса», выйдя на поле в стартовом составе и отличившись результативной передачей. Первый матч в рамках еврокубкового турнира сыграл 17 августа 2023 года во втором квалификационном рануде против исландского клуба «Акюрейри». По итогу квалификаций «Брюгге» вышел в основной этап еврокубкового турнира. Первый матч в групповом этапе Лиги конференций УЕФА футболист сыграл 5 октября 2023 года против норвежского клуба «Будё-Глимт». Свой первый матч за основную команду клуба в чемпионате футболист сыграл 10 февраля 2024 года против клуба «Эйпен», выйдя на замену на 85 минуте.